# 루초 곤살레스
루이스 오스카르 "루초" 곤살레스(스페인어: Luis Óscar "Lucho" González)/루초 곤살레스(스페인어: Lucho González)는 아르헨티나의 전 축구 선수이다. 별명인 루초로 잘 알려져 있다. 다재다능한 미드필더로 주로 중앙에서 활약하였다. 예리한 슈팅과 패싱 능력, 그리고 높은 활동량을 바탕으로 엘 코만단테(El Comandante)라는 애칭이 있다. 지난 2004년 하계 올림픽에서 아르헨티나 축구 국가대표팀으로 출전하여 금메달을 땄으며, 2006년에 열린 FIFA 월드컵과 두 번의 코파 아메리카 대회에 참가한 바 있다.